# Francis Browne

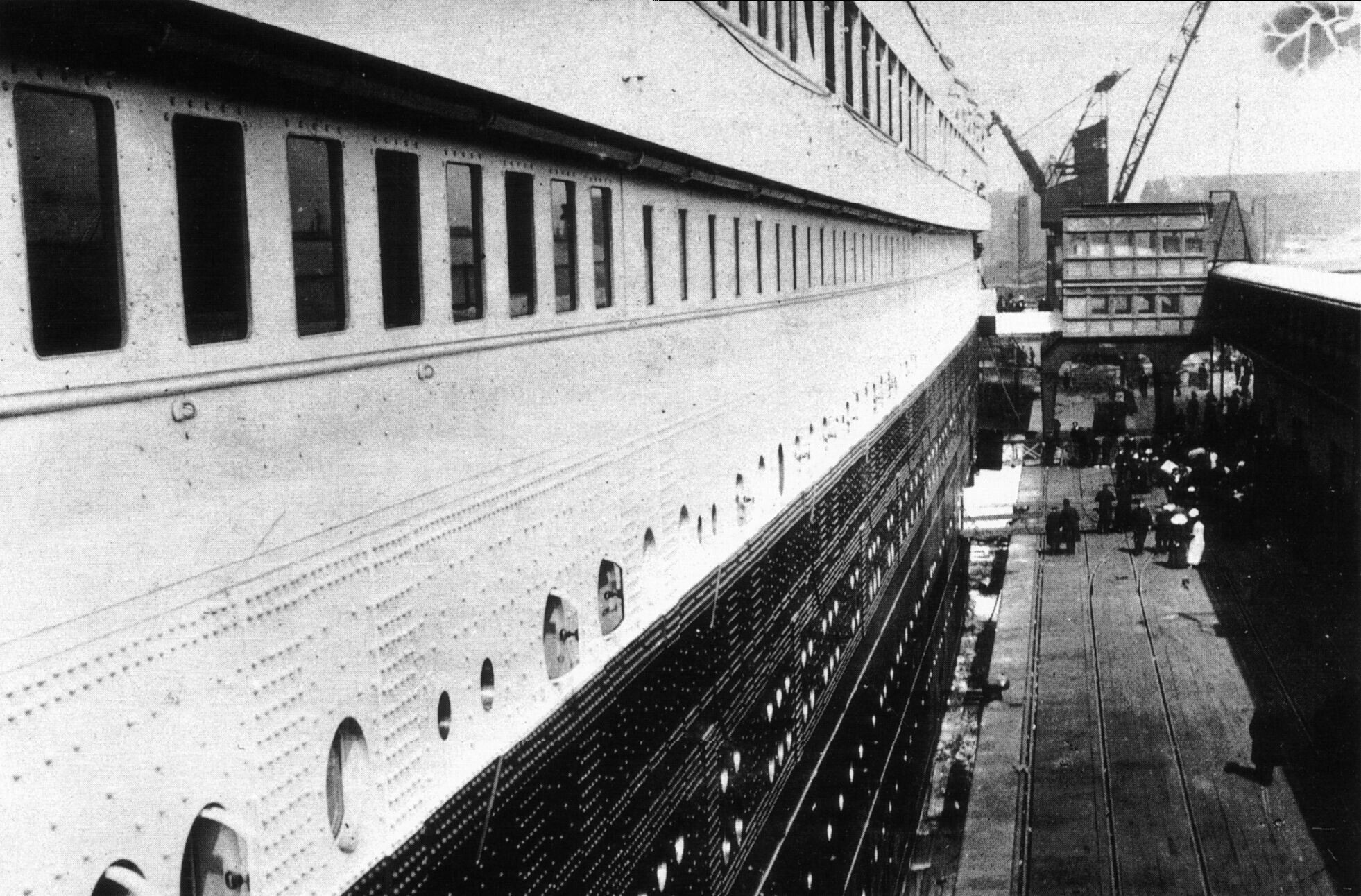
Foto på Titanics skrov, taget av Father Browne bara någon timme före avgång.

Francis Browne, känd som Father Browne, född den 3 januari 1880 i Cork, död den 7 juli 1960, var en irländsk jesuit och fotograf, som främst är känd för sina många fotografier på det kända fartyget RMS Titanic.